# 柔道整復大学
柔道整復師大学（じゅうどうせいふくしだいがく）とは、4年制柔道整復教育を行うことを文部科学省から認可されている大学。 柔道整復師を養成する大学のことである。

## おもな大学
- 環太平洋大学(岡山)	体育学部 健康科学科
- 帝京大学(栃木)	医療技術学部 柔道整復学科
- 帝京平成大学 （千葉校舎）	地域医療学部 柔道整復学科
- 帝京平成大学 （東京校舎）	ヒューマンケア学部 身体機能ケア学科 トレーナー・柔道整復コース
- 帝京科学大学（山梨）	医療科学部 柔道整復学科
- 帝京短期大学：現存する短期大学で唯一、柔道整復師を養成する学科を置いている。（ライフケア学科 身体機能ケア専攻柔道整復コース ）
- 了徳寺大学   健康科学部 柔整医療・トレーナー学科
- 東京有明医療大学	保健医療学部 柔道整復学科
- 日本体育大学　保健医療学部　整復医療学科
- 明治国際医療大学(旧明治鍼灸大学) 	保健医療学部 柔道整復学科
- 関西医療大学 保健医療学部 ヘルスプロモーション整復学科
- 宝塚医療大学 保健医療学部 柔道整復学科
- 浜松大学 健康プロデュース学部 健康柔道整復学科
- 東亜大学 人間科学部 スポーツ健康学科 柔道整復コース